# Blaire Van Valkenburgh
Blaire Van Valkenburgh és una paleontòloga estatunidenca titular de la Càtedra Donald R. Dickey de Biologia dels Vertebrats del Departament d'Ecologia i Biologia Evolutiva de la Universitat de Califòrnia a Los Angeles. És una expresidenta de la Society of Vertebrate Paleontology.

## Joventut i educació
Van Valkenburgh nasqué a Washington DC i fou criada a Alexandria (Virgínia). La seva mare, Lois Van Valkenburgh, era una activista pels drets civils. Estudià al T. C. Williams High School des del 1964 fins al 1970.
El 1974 es graduà per l'Stockton State College de Nova Jersey i el 1984 es doctorà en paleobiologia dels vertebrats per la Universitat Johns Hopkins, on treballà amb Robert Bakker. Seguidament, treballà de becària postdoctoral amb Alan Walker a la Johns Hopkins abans de traslladar-se a la Universitat de Califòrnia a Los Angeles (UCLA) el 1986.

## Carrera
Van Valkenburgh és una paleontòloga i titular de la Càtedra Donald R. Dickey de Biologia dels Vertebrats del Departament d'Ecologia i Biologia Evolutiva de l'UCLA. Ha presidit el departament i ha estat degana adjunta de programes acadèmics de ciències de la vida a l'UCLA. La seva recerca se centra en la paleobiologia i la paleoecologia dels carnívors. Les seves contribucions inclouen la quantificació de l'estructura dels gremis en les comunitats fòssils de carnívors i l'estudi de l'evolució iterativa en les adaptacions dels carnívors per a l'alimentació.
Fou presidenta de la Society of Vertebrate Paleontology des del 2008 fins al 2010 i redactora adjunta del Journal of Vertebrate Paleontology des del 2011 fins al 2017.